# Jean-Claude Miche
Jean-Claude Miche, tên Việt Nam là Mịch, M.E.P., là một nhà truyền giáo và giám mục người Pháp. Ông là đại diện tông tòa đầu tiên của Địa phận Cao Miên và là đại diện tông tòa thứ hai của Địa phận Tây Đàng Trong. Ông đã đóng một vai trò quan trọng trong việc thành lập Chính phủ Bảo hộ Pháp ở Campuchia. Được thụ phong năm 1830, Miche vào chủng viện của Hội Thừa sai Hải ngoại Paris năm 1835.
Ông được giám mục Dominique Lefèbvre (tên tiếng Việt là Ngãi) tấn phong giám mục phó đại diện tông tòa Địa phận Tây Đàng Trong ngày 13 tháng 6 năm 1847. 
Trước khi thành lập địa phận Cao Miên, thừa sai Miche cùng với bốn thừa sai: M.Laurent Cordier, Louis Aussoleil, Edme Sylvestre và Francois Beuret đã chuẩn bị thành lập xứ truyền giáo Khmer nhưng kết quả không đáng kể. Năm 1850, khi thành lập địa phận Cao Miên, ông trở thành đại diện tông tòa của địa phận mới. Số giáo dân lúc đó có khoảng 6.000 hầu hết là Việt kiều, Miên gốc Việt hoặc Miên lai Bồ Đào Nha ở Phnom Penh.
Trong thời gian cai quản địa phận Cao Miên, ông đã có hai chuyến đi ngược sông Mê kông nhằm truyền đạo cho dân Khmer ở hai bên bờ sông. Sau 10 năm, số giáo dân tăng lên gấp hai, khoảng 12.000. Ông đặt trị sở ở Pinhalu.
Do đã có một quá trình truyền giáo ở Nam Kỳ, lại thông thạo Tiếng Việt nên khi giám mục Dominique Lefèbbvre vì lý do sức khỏe phải về Pháp, ông là người thích hợp để thay thế làm đại diện tông tòa Tây Đàng Trong. Đầu năm 1865, khi về nhận nhiệm sở tại Sài Gòn, ông đã được chào đón bởi những tiếng súng đại bác và binh lính Pháp, cùng đông đảo các thừa sai và giáo dân.
Dưới thời ông, Dòng Sư huynh các trường Kitô giáo bắt đầu có mặt ở Nam Kỳ. Các cơ sở của Dòng Thánh Phaolô thành Chartres cũng phát triển mạnh, các họ đạo cũ được tái thiết và nhiều họ đạo mới được thành lập.
Ngày 25 tháng 7 năm 1872, ông tấn phong thừa sai Colombert làm giám mục phó.
Ông qua đời ngày 1 tháng 12 năm 1873 và được chôn cất gần mộ Pierre Pigneau de Behaine ở Lăng Cha Cả (Sài Gòn).